# خانه‌های قدیمی کوخرد
 خانه‌های قدیمی  دهستان کوخرد بخش کوخرد شهرستان بستک استان هرمزگان با سبک خاصی می‌ساختند، یک شکل عادی داشته‌است، سقف آنهارا از چوب مستحکم وبا دوام درخت گز بوده و در بعضی جاها چوب درخت سدر (کنار) وتنه درخت نخل خرما نیز استفاده می‌نمودندو احیاناً از چوب چندل نیز استفاده می‌کردند.

## مصالح ساختمان
شالوده‌های بعضی از خانه‌ها از سنگ وگچ و سیمان و در بعضی ساروج نیز به کار می‌بردند، دیوار از خشت خام وپلاستر کاه وگل و قسمت داخلی ساختمان با گچ وخاک سفید کاری می‌نمودند. در وپنجره‌ها از چوب گز وکنار والوارهائی که از خارج وارد می‌شد ساخته می‌شده‌است. نمای عمومی ساختمان‌های دهستان شکل عادی دارد واغلب ساختمان‌ها قیافه عادی داشته وبهم چسپیده بودند.

## سر در خانه‌های قدیمی
اغلب خانه‌ها دارای سر در مخصوص هستند، به این ترتیب که جلو در دو یا چهار ستون ازسنگ و گچ ساخته و روی آن گنبد مخصوصی می‌سازند که به آن «پیش آواز» می‌گویند، دو طرف آن را سکویی تعبیه می‌کنند، درجه شکوهمند وابهت این سردر که بعضی اوقات دارای مجسمه‌هایی هم هست نشانه ثروت ومکنت صاحب خانه‌است.

## شکل خانه‌ها
در همه ساختمان‌ها پنجره‌ها از کف اتاق پایه‌گذاری شده‌اند، سقف اتاق‌ها از تیره چوب وسنگ‌های نازک که نام آنهارا به گویش محلی «تَوُدوُه» نامیده می‌شود ساخته شده‌است، و برخی از شاخهای نخل که آن را «گُردِنُه» می‌نامند استفاده می‌شده‌است. اتاق‌ها دراز بوده وپهنای کم دارند که از دو متر تجاوز نمی‌کند.

## بادگیر
باگیرها به شکل جذایی در بالای خانه‌های قدیمی به چشم می‌خورند، مصالح ساختمان جوب وخشت وکاه وسنگ وگچ وساروج است که در این اواخر سیمان جای ساروج را گرفته‌است، آجر نیز در بعضی از ساختمان‌ها و ویلاهای جدید که تازه احداث شده‌است به کار رفته‌است.

## نقشه خانه‌ها
نقشه خانه‌های قدیمی طوری است که اتاق‌ها چهار طرف و دور تا دور بوده وحیاط که معمولاً کوچک است وسط آن‌ها قرار گرفته ویک درخت خرما ویا چند درخت خرما ودرختان دیگری مانند لیموی طرش درون باغچه‌ای که به لهجه محلی «مُوسَّنی» می‌گویند کاشته‌اند، و باغچه در وسط حیاط به صورت یک گودال درآورده می‌شود مخصوصاً برای جمع شدن آب باران‌های سیل آسا.

## مجلس
در خانه‌های دهستان اولین اتاق جنب درب ورودی به نام مجلس نامیده می‌شود که مخصوص پذیرائی مهمان است و منظور این است که اشخاص بیگانه به حیاط خانه وارد نشوند وزن و بچه را نبینند، جلو در خانه یک سکوی بزرگ می‌سازند که در شب‌های گرم تابستان به جای مجلس وخابیدن از آن استفاده می‌کردند.
در این اواخر بعضی خانه‌های جدید که آن را مسقف یا سرپوشیده می‌گویند درست شده که تفاوت زیادی باخانه‌های قدیمی دارند.

## فهرست منابع و مآخذ
- محمدیان، کوخردی، محمد، “ «به یاد کوخرد» “، ج۲. چاپ اول، دبی: سال انتشار ۲۰۰۳ میلادی.
- زنده دل، دستیاران، حسن. (مجموعه کتاب‌های راهنمای جامع ایرانگردی استان هرمزکان)  ج۱. چاپ وانتشار سال ۱۹۹۸ میلادی.
- درگاه فهرست آثار ملی ایران
- عباسی، قلی، مصطفی،  «بستک وجهانگیریه»،  چاپ اول، تهران: ناشر: شرکت انتشارات جهان معاصر، سال ۱۳۷۲ خورشیدی.
- نگاره‌ها از: محمد محمدیان.